# Daejeon Hana Citizen Football Club
Il Daejeon Hana Citizen Football Club è una società calcistica sudcoreana.

## Palmarès

### Competizioni nazionali
- Coppa della Corea del Sud: 1

2001
- K League 2: 1

2014

### Altri piazzamenti
- Korean League Cup:

Finalista: 2004
- Supercoppa della Corea del Sud:

Finalista: 2002

## Organico

### Rosa 2014-2015
| N. |                          | Ruolo | Calciatore            |
| -- | ------------------------ | ----- | --------------------- |
| 1  | Corea del Sud (bandiera) | P     | Park Ju-won           |
| 2  | Corea del Sud (bandiera) | D     | Cho Won-deuk          |
| 3  | Corea del Sud (bandiera) | D     | Yoon Sin-young        |
| 4  | Corea del Sud (bandiera) | D     | Yoon Jun-sung         |
| 6  | Corea del Sud (bandiera) | D     | Kim Ki-soo            |
| 7  | Corea del Sud (bandiera) | C     | Kim Tae-woon          |
| 8  | Corea del Sud (bandiera) | C     | Lee Kwang-jin         |
| 9  | Lettonia (bandiera)      | A     | Vladislavs Gutkovskis |
| 12 | Corea del Sud (bandiera) | C     | Yoo Sung-ki           |
| 13 | Corea del Sud (bandiera) | C     | Hwang In-beom         |
| 14 | Corea del Sud (bandiera) | A     | Seo Myeong-won        |
| 15 | Corea del Sud (bandiera) | C     | Kim Young-seung       |
| 16 | Corea del Sud (bandiera) | A     | Lee Gwang-hoon        |
| 17 | Corea del Sud (bandiera) | C     | Kim Seong-soo         |
| 19 | Corea del Sud (bandiera) | A     | Kim Chan-hee          |
| 20 | Corea del Sud (bandiera) | C     | An Sang-hyun          |
| 22 | Corea del Sud (bandiera) | A     | Lee Hyun-ho           |
| 23 | Corea del Sud (bandiera) | D     | Heo Young-chul        |
| 24 | Corea del Sud (bandiera) | D     | Park Young-soo        |
| 25 | Corea del Sud (bandiera) | A     | Kim Yeon-soo          |

| N. |                          | Ruolo | Calciatore     |
| -- | ------------------------ | ----- | -------------- |
| 26 | Corea del Sud (bandiera) | D     | Kim Chang-hyun |
| 27 | Corea del Sud (bandiera) | D     | Park Jae-woo   |
| 28 | Corea del Sud (bandiera) | A     | Hwang Ji-woong |
| 29 | Corea del Sud (bandiera) | D     | Kim Sang-pil   |
| 31 | Corea del Sud (bandiera) | P     | Oh Seung-hoon  |
| 32 | Corea del Sud (bandiera) | P     | Han Sang-hyuk  |
| 33 | Corea del Sud (bandiera) | D     | Yoon Won-il    |
| 34 | Corea del Sud (bandiera) | A     | Nam Yoon-jae   |
| 35 | Corea del Sud (bandiera) | C     | Lee Hyung-jin  |
| 36 | Corea del Sud (bandiera) | C     | Kong Yong-suk  |
| 37 | Corea del Sud (bandiera) | A     | Jung Seo-woon  |
| 39 | Corea del Sud (bandiera) | D     | Jung Jae-sung  |
| 40 | Corea del Sud (bandiera) | D     | Lee Gang-jin   |
| 41 | Corea del Sud (bandiera) | P     | Kim Da-sol     |
| 53 | Corea del Sud (bandiera) | P     | Yang Young-min |
|    | Brasile (bandiera)       | D     | Wanderson      |
|    | Corea del Sud (bandiera) | D     | Kim Tae-bong   |
|    | Corea del Sud (bandiera) | A     | Han Eui-kwon   |
|    | Corea del Sud (bandiera) | A     | Ko Min-hyuk    |
|    | Corea del Sud (bandiera) | C     | Son Seol-min   |